# Grigol Abaszydze
Grigol Abaszydze gruz. გრიგოლ გრიგოლის ძე აბაშიძე; 19 lipca?/1 sierpnia 1914 w Zeda Rgani, zm. 29 lipca 1994 w Tbilisi) – gruziński pisarz i poeta. 

## Życiorys
Pochodził ze znanej w Gruzji rodziny Abaszydze. W 1936 roku ukończył fakultet filologiczny Tbiliskiego Uniwersytetu im. Stalina. Swoje prace publikował od 1934 roku. 
W latach 1941–1942 był sekretarzem odpowiedzialnym gazety „Mnatobis”, a w latach 1944–1950 redaktorem odpowiedzialnym pisma satyrycznego „Niangi”.
Tworzył poezje, poematy, opowiadania i powieści, które nawiązują do tematu walki o wolność (wiersze patriotyczne Mtrebi (1941), Pojedinok tankow (1941), Znamiena, (1943), poemat Niepobiedimyj Kawkaz (1943), autor cyklu wierszy Samchretis sazghwarze (1949) i Lenini Samgorszi (1950). Współtworzył z Aleksandrem Abaszelim hymn Gruzińskiej SRR. 
Autor poematu historycznego Georgi VI 1942 i trylogii historycznej (część I Syn królowej Tamar. Kronika gruzińska z XIII w. 1957, wyd. pol. 1985, część II Długa noc 1963, wyd. pol. 1974, część III Cotne anu kartwelta dacema da amaghleba 1975). W polskim przekładzie ukazały się zbiory poezji w Antologii poezji gruzińskiej (1961) oraz w Poezji gruzińskiej (1985).
Od 1944 roku był członkiem WKP(b). Od 1967 roku był I sekretarzem Zarządu Związku Pisarzy Gruzji. 
W latach 1970–1989 był deputowanym do Rady Najwyższej ZSRR (od 8 do 11 kadencji). Od 1979 roku był członkiem gruzińskiej Akademii Nauk. 
Jego dzieła były tłumaczone na wiele języków. Sam Abaszydze przetłumaczył na gruziński wiersze S. Petőfiego, A. Mickiewicza, P. Nerudy, M. Eminescu, I. Wazowa, Ch. Botewa.

## Odznaczenia i nagrody
- laureat Nagrody Stalinowskiej (1951);
- Złoty Medal „Sierp i Młot” Bohatera Pracy Socjalistycznej (27 września 1974);
- Order Lenina (27 września 1974);
- Order Rewolucji Październikowej (31 lipca 1984);
- Order Czerwonego Sztandaru Pracy (17 kwietnia 1958);
- Order „Znak Honoru”;
- medale.